# الاتحاد الوطني الحر
الاتحاد الوطني الحر هو حزب سياسي تونسي تأسس في 19 مايو 2011 عقب الثورة على يد رجل الأعمال سليم الرياحي الذي عاد من ليبيا في يناير 2011، ولديه ثروة في مجالات الطاقة والعقارات.
برنامج الحزب يقدم مجتمع حديث على أساس اقتصاد السوق. و لوحظ أن حملته الانتخابية كانت مكلفة. قد قدم حزبه الحافلات للناس لحضور اجتماعاته. خلافا لمعظم الأحزاب الأخرى التي تعتمد على المتطوعين، وجهت له تهمة «شراء» أصوات المنتخبين. بالإضافة إلى ذلك، وضع مزيج من المصالح الاقتصادية والسياسية للحزب لإطلاق جملة من الانتقادات.
للاتحاد الوطني الحر صراع مع الهيئة العليا المستقلة للانتخابات بسبب حملته المكلفة التي استمرت على الرغم من الحظر الذي كان مفروضا على الإشهار السياسي.jvft

## الأداء الإنتخابي
| تاريخ الانتخابات       | عدد الأصوات            | نسبة الأصوات           | عدد المقاعد            | النتيجة                |
| المجلس الوطني التأسيسي | المجلس الوطني التأسيسي | المجلس الوطني التأسيسي | المجلس الوطني التأسيسي | المجلس الوطني التأسيسي |
| ---------------------- | ---------------------- | ---------------------- | ---------------------- | ---------------------- |
| 2011                   | 51,655                 | 1,26%                  | 1 / 217                | غير مشارك في الحكومة   |
| مجلس نواب الشعب        |                        |                        |                        |                        |
| 2014                   | 137,110                | 4,02%                  | 16 / 217               | ضمن الائتلاف الحاكم    |

## وصلات خارجية
- الموقع الرسمي للحزب